# 阿別当神明宮
阿別当神明宮（あべっとうしんめいぐう）は、富山県南砺市阿別当地区にある神社。
阿別当神明宮の境内にある「石抱きケヤキ」は、市の指定文化財とされている。

## 概要
富山県西南部、南砺市の旧利賀村阿別当集落に鎮座する。
阿別当の神社について、18世紀末までの調査では「氏神無之村」とされるが、寛政8年（1796年）の調査より「牛岳大明神」の神社として記録が残り始める。
昭和15年（1940年）に紀元二千六百年記念行事として社殿の改築が企画され、昭和16年（1941年）に境内の拡張、幣殿・拝殿の造営が完成している。社殿は歴史ある古い建築であり、昭和54年（1984年）に屋根の修理がされている。
春季祭礼は5月4日にあり、秋季祭礼は9月29日にある。

## 石抱きケヤキ

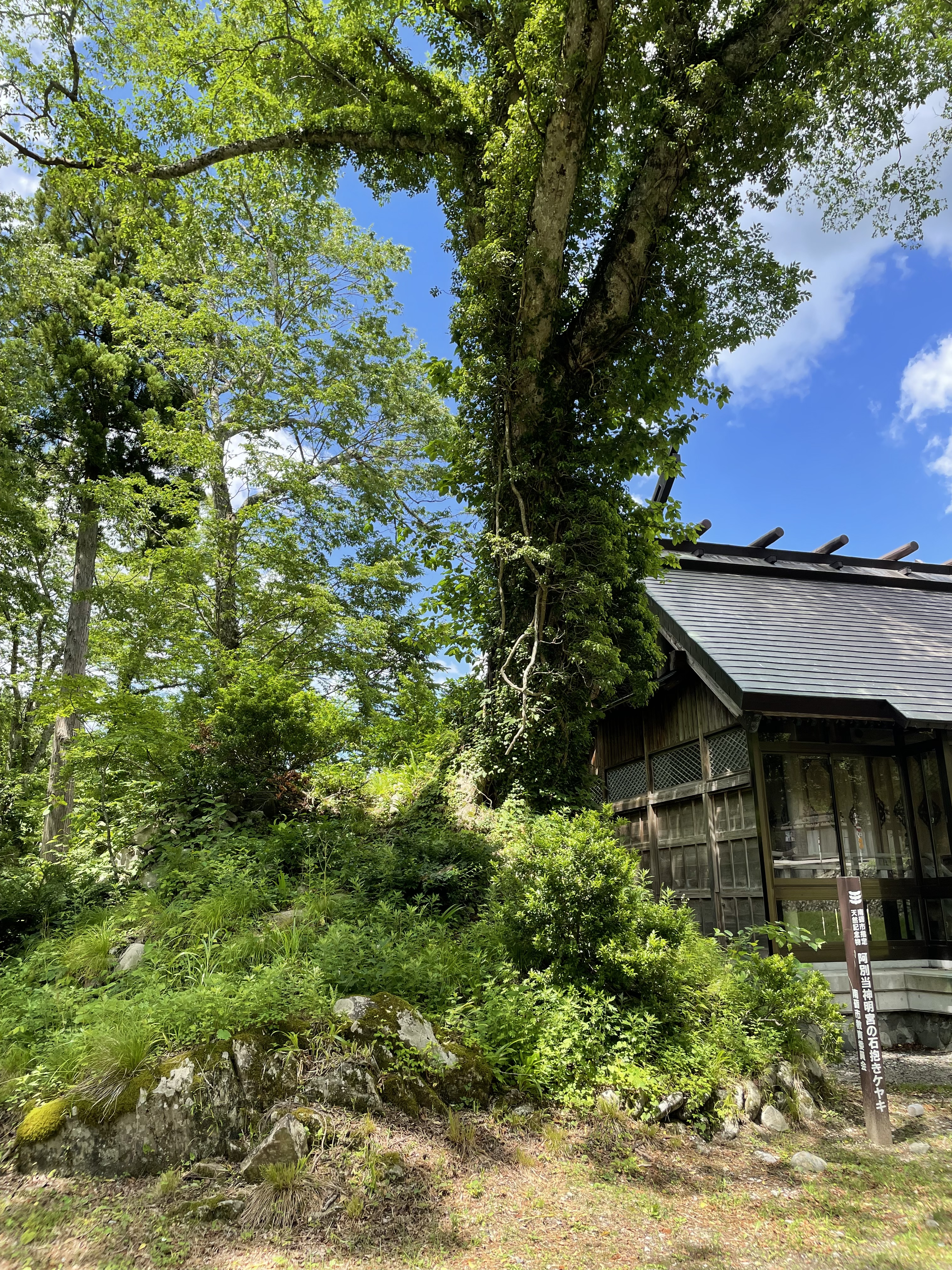
阿別当神明宮の石抱き欅。

阿別当神明社殿西側の岩盤上に1本、その北側に根の一部を共にする2本、計3本のケヤキがある。谷側の1本は根周り5.6m、目通り3.5で、他の2本の目通りはそれぞれ1.9mと1.2mである。
樹齢は明確でないが、岩盤上の立木は根下からの養分の吸収が困難で、生育が極めて遅いとことから、同程度の目通りを有するケヤキに比べはるかに古いと推定される。そのため、旧利賀村内に現存するケヤキの木の中では、最も古いものと考えられている。